# Steven Kamperman
Steven Kamperman (1970) is een Nederlands componist en klarinettist. Zijn werk wordt gekenmerkt door het combineren van verschillende genres en stijlen. Hij was aanvankelijk vooral actief als jazzmusicus maar ging zich gaandeweg ook bezig houden met wereldmuziek en improvisatie. Hij is een bewonderaar van Turkse muziek, waarvan hij die ritmiek goed vindt aansluiten bij jazz.
Kamperman richtte in 2002 samen met de Turks-Nederlandse instrumentalist Behsat Üvez de wereldmuziekgroep Baraná op. Üvez en Kamperman ontmoetten elkaar op de Nijmeegse Music Meeting. Baraná, dat steeds in andere samenstellingen optrad, combineerde tradities uit de Anatolische volksmuziek met jazz, pop en dance. Hun optredens en albums werden internationaal positief ontvangen.
Na het overlijden van Üvez in 2013 was Kamperman actief in verschillende samenwerkingsprojecten. Van 2013 tot 2018 trad hij op met zijn Horizon Trio, waarin hij samenwerkte met de Turkse zangeres Sanem Kalfa en de Roemeense violist en gitarist George Dumitriu. Daarnaast was hij actief in het jazztrio HOT (Het Orgel Trio) en het trio Kamperman, Demydczuk en Massot. Hij had een internationaal succesvolle samenwerking met de Franse draailierspeler Valentin Clastrier. Het project Neoropa was geworteld in oude Europese muziek, die op een eigentijdse manier werd uitgevoerd. Hij werkte hiervoor samen met de Franse serpent- en tubaspeler Michel Godard, de Nederlandse violist en percussionist Oene van Geel, en met zijn partners uit het Horizon Trio Sanem Kalfa en George Dimitriu.

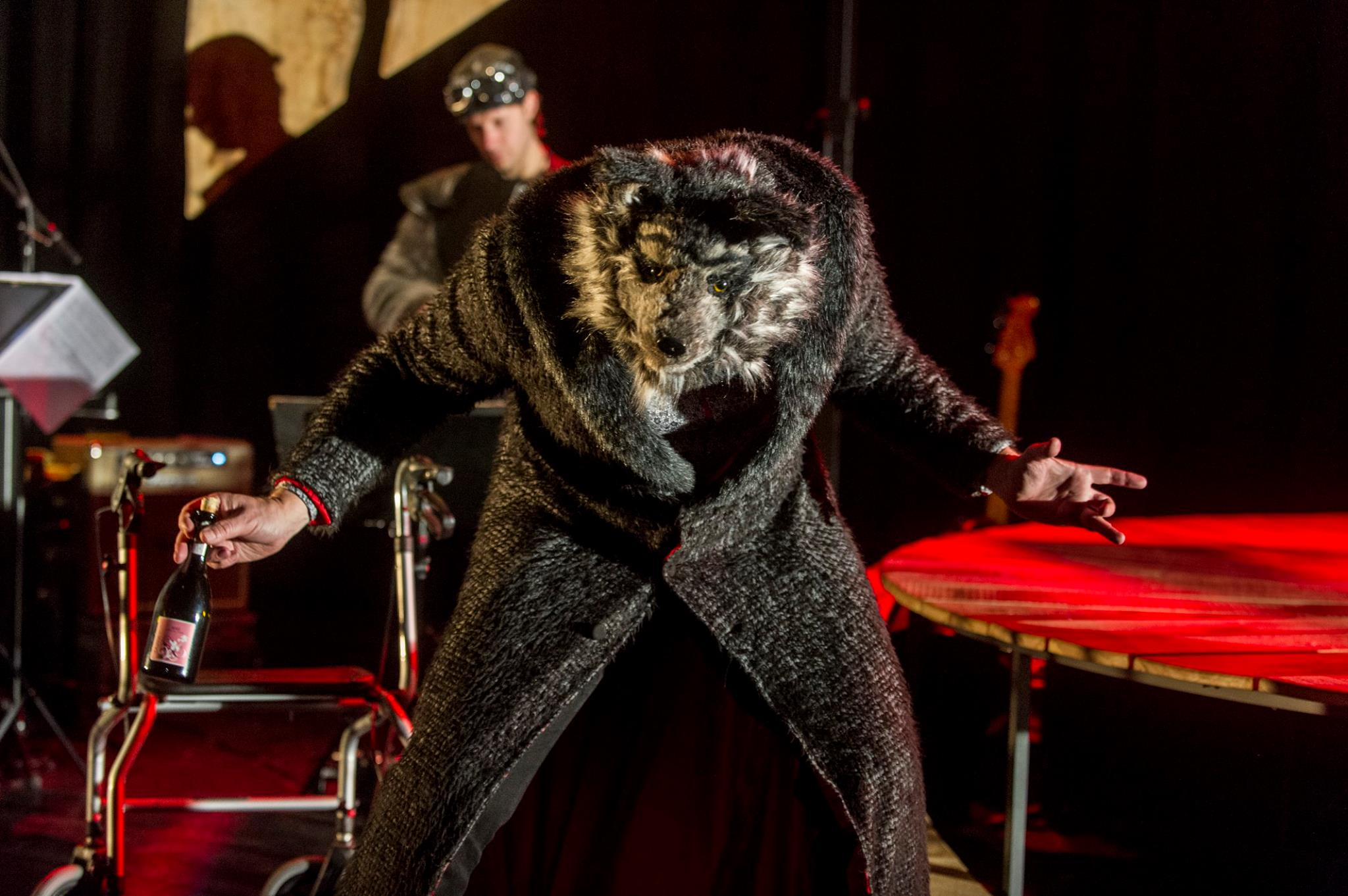
De wolf in Roodhapje. Roodhapje won in 2016 de internationale YAM award.

In de 21e eeuw werd Kamperman meer actief als componist. Zijn opera Roodhapje, een moderne interpretatie van het sprookje Roodkapje, werd in 2015 uitgevoerd door Holland Opera en kreeg in 2016 de YAM (young audience music ) Award voor beste opera. Een tweede opera, Hildegard (2018), combineerde Hildegard von Bingen's werk De Orde der Deugden met composities van Kamperman. Ook maakte hij nieuwe muziek voor de Fritz Lang film Der müde Tot uit 1921.
Het album City Maps uit 2021 is een reis langs denkbeeldige gebouwen in een denkbeeldige stad, met als ondertitel "It’s not an album, it’s a trip". Voor City Maps werkte Kamperman samen met de trompettist Bart Maris, bassist Dion Nijland en gitarist Jorrit Westerhof.
Kamperman was van november 2022 tot en met februari 2023 artist in residence in het Parijse Van Doesburghuis.Hier componeerde hij Maison Moderne.
In 2025 verscheen het album Prince Achmed, een nieuwe soundtrack bij de animatiefilm The adventures of Prince Achmed uit 1926 waarin hij Turkse, Perzische en westerse muziek gecombineerde.

## Discografie (selectie)
- Prince Achmed - 2025
- Maison Moderne - 2023
- City Maps - 2022
- Bird and beyond - HOT - 2020
- Reflections of Duke - HOT - 2020
- Neoropa - 2017
- Fabuloseries - 2016 - met Valentin Clastrier
- Catch it if you can - 2013 - Horizon Trio
- Mallemolen - 2011 - Steven Kamperman;s Carroussel

- Xenopolis - Baraná- 2011
- Ileriye Anilar - Baraná - 2007
- Live At The Music Meeting - Baraná - 2002

- Mephisto - Steven Kamperman's 1 step 7 seas - 2002
- Speaking about life - Steven Kamperman's 1 step 7 seas - 1999